# Around and Around
„Around and Around“ je píseň amerického rock and rollového kytaristy Chucka Berryho. Poprvé vyšla 31. března 1958 jako B-strana singlu „Johnny B. Goode“. Skladbu později nahrálo mnoho dalších hudebníků, mezi které patří například The Rolling Stones, Maureen Tucker, Grateful Dead, David Bowie nebo 38 Special.